# Mary Wickes
Mary Wickes, född 13 juni 1910 i Saint Louis, Missouri, död 22 oktober 1995 i Los Angeles, Kalifornien, var en amerikansk skådespelare.
Wickes var den skådespelare som först gestaltade Mary Poppins. Det gjorde hon 1949 i en direktsänd tv-föreställning på CBS. Wickes agerade flera av Cruella de Vils scener för animatörerna på Disney att efterskapa  i Pongo och de 101 dalmatinerna. Wickes sista roll blev rösten till den godhjärtade Laverne i Ringaren i Notre Dame 1996. När hon avled övertogs rollen av Jane Withers.

## Filmografi i urval
- 1942 – Han som kom till middag
- 1942 – Vi dubbel-deckare
- 1942 – Under nya stjärnor
- 1954 – White Christmas
- 1956 – I gungan
- 1958 – Mannen från sydstaterna
- 1960 – Cimarron
- 1961 – Pongo och de 101 dalmatinerna (modell)
- 1962 – Music Man
- 1965 – Hur man mördar sin fru
- 1973 – Sigmund and the Sea Monsters (TV-serie)
- 1985 – Mord och inga visor, avsnitt Widow, Weep for Me  (gästroll i TV-serie)
- 1990 – Vykort från drömfabriken
- 1992 – En värsting till syster
- 1994 – Unga kvinnor
- 1996 – Ringaren i Notre Dame (röst)